# Ramana Maharshi
Ramaṇa Mahārṣi, in tamil: இரமண மகரிசி, Iramaṇa Makarici (30 dicembre 1879 – 14 aprile 1950) è stato un mistico indiano, ed un maestro dell'Advaita Vedānta del XX secolo. È uno dei saggi più celebrati in India.
Dall'età di 17 anni visse in ascesi nelle grotte ai piedi del monte Aruṇācala (nelle vicinanze della città di Tiruvannamalai), una delle montagne sacre dell'India, dove restò fino alla morte nel 1950. Numerosi ricercatori spirituali divennero suoi devoti, fondarono un āśram vicino a Arunachala|Aruṇācala, dove ricevettero i suoi insegnamenti, secondo cui l'essenza dell'essere umano è conoscenza senza limiti, beatitudine e completa libertà. 

## Opere
- Gli insegnamenti di Ramana Maharshi, a cura di Arthur Osborne, trad. di Giuseppe Sardelli, Roma, Ubaldini, 1976

- Chi sono io? Quaranta versi sull'esistenza, trad. di Pietro Fallica, Roma, Ubaldini, 1977
- Opere complete, a cura di Arthur Osborne, trad. di Giuseppe Sardelli, Roma, Ubaldini, 1977
- Sii ciò che sei: Ramana Maharshi ed il suo insegnamento, a cura di David Godman, trad. di Sergio Peterlini, Vicenza, Il punto d'incontro, 1987
- L'insegnamento spirituale di Ramana Maharashi, trad. di Claudia Tarantino, Roma, Edizioni Mediterranee, 1992
- Consigli per la pratica spirituale, trad. di Giampaolo Fiorentini, Roma, Ubaldini, 1999
- Chi sono io? Gli insegnamenti di Sri Ramana Maharshi, a cura di S. Pillai e G. Seshayya, Vicenza, Il Punto d'Incontro, 2003
- L'insegnamento di Sri Ramana Maharshi dai suoi scritti, Assisi, Edizioni Vidyananda, 2004
- Opere, trad. di  Maurizio Mingotti, Roma, Ubaldini, 2012